# 50 Reais (canção)
"50 Reais" é uma canção da cantora brasileira Naiara Azevedo, gravada para o seu terceiro álbum ao vivo, Totalmente Diferente. A música, que conta com a participação da dupla sertaneja Maiara & Maraisa, foi composta pela própria artista em parceira com Waleria Leão, Maykow Melo, Alex Torricelli e Bruno Mandioca e produzida por Blener Maycom. A obra deriva do gênero sertanejo e sua letra narra uma traição. Lançada em 28 de abril de 2016 pela MM Music, "50 Reais" tornou-se um dos maiores sucessos comerciais de 2016, atingindo a segunda colocação da Brasil Hot 100 Airplay, parada da Billboard Brasil que mede a audição das faixas nas rádios brasileiras.

## Composição
Naiara Azevedo declarou em entrevista que a música composta conta uma verídica história de traição que ela viveu junto ao ex-namorado.

## Desempenho nas paradas

### Semanal
| Parada (2016)              | Melhor posição |
| -------------------------- | -------------- |
| Brasil (Billboard Hot 100) | 2              |

### Anual
| Tabela musical (2016)      | Melhor posição |
| -------------------------- | -------------- |
| Brasil (Billboard Hot 100) | 8              |

## Prêmios e indicações
| Ano  | Prêmio            | Indicação     | Resultado |
| ---- | ----------------- | ------------- | --------- |
| 2016 | Capricho Awards   | Hit Sertanejo | Venceu    |
| 2016 | Melhores do Ano   | Música do Ano | Indicado  |
| 2016 | Caldeirão de Ouro | As 10+ do Ano | 7º Lugar  |

## Histórico de lançamento
| Região | Data                | Formato          | Gravadora | Ref.  |
| ------ | ------------------- | ---------------- | --------- | ----- |
| Brasil | 15 de abril de 2016 | Streaming        | MM Music  | [ 7 ] |
| Brasil | 28 de abril de 2016 | Download digital | MM Music  | [ 8 ] |